# ژان-آنتوان واتو
ژان-آنتوان واتو (انگلیسی: Jean-Antoine Watteau؛ زاده ۱۰ اکتبر ۱۶۸۴ درگذشته ۱۸ ژوئیهٔ ۱۷۲۱) یک هنرمند، نقاش و نقشه‌کش فرانسوی اهل فرانسه بود.
خانواده او بسیار مرفه بودند. ژان نزد ژاک آلبرت گرین، نقاش محلی، شاگرد بود و اولین سوژه‌های هنری او شارلاتان‌های خیابان‌های والنسین بود که داروهای کبک می‌فروختند. واتو در سال ۱۷۰۲ عازم پاریس شد. پس از مدتی که به عنوان نقاش صحنه مشغول به کار بود و از نقاشی‌های فلاندر کپی برداری می‌کرد. در همین دوران بود که نقاشی‌های او توجه نقاش کلود گیلو را به خود جلب کرد.

## نگارخانه

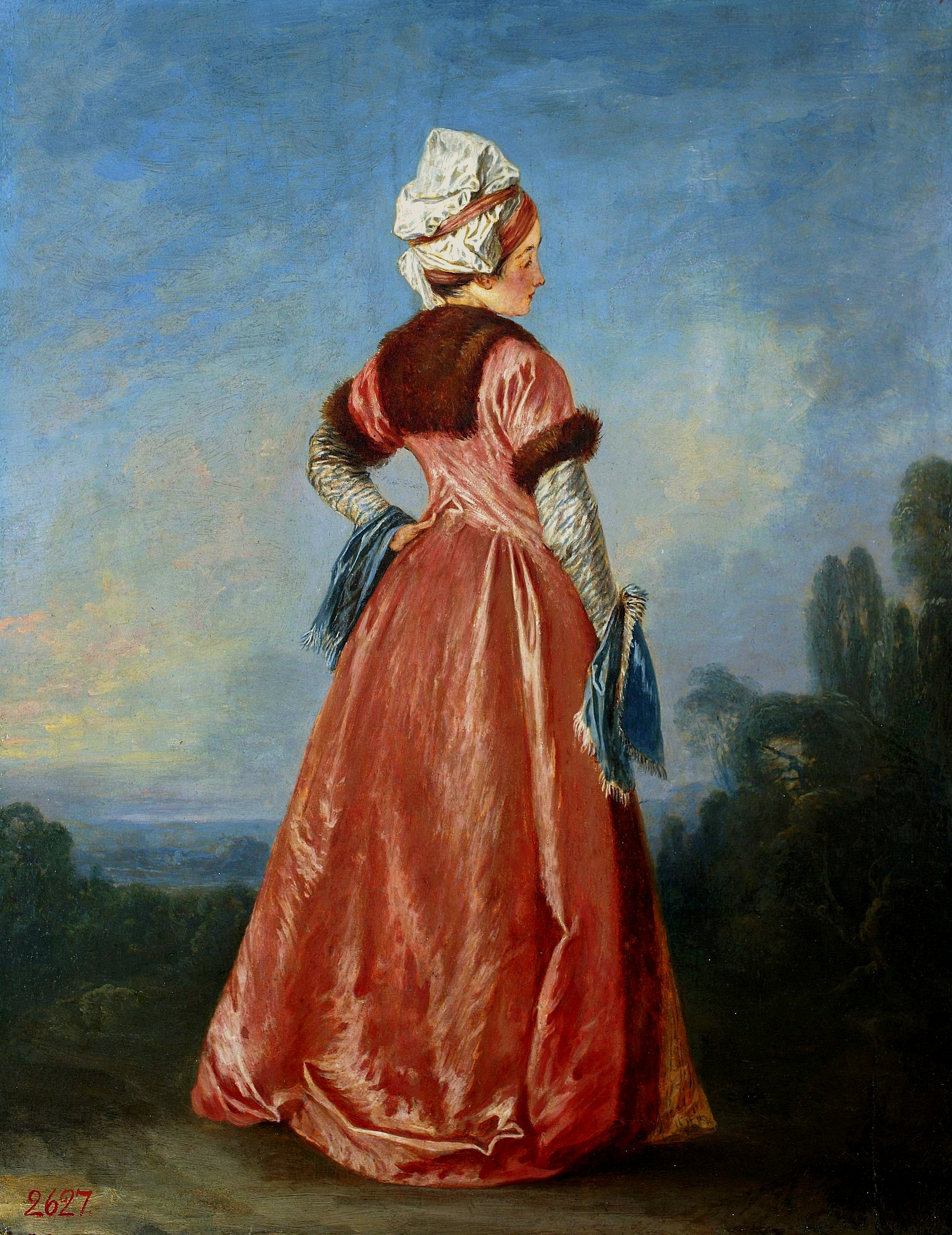
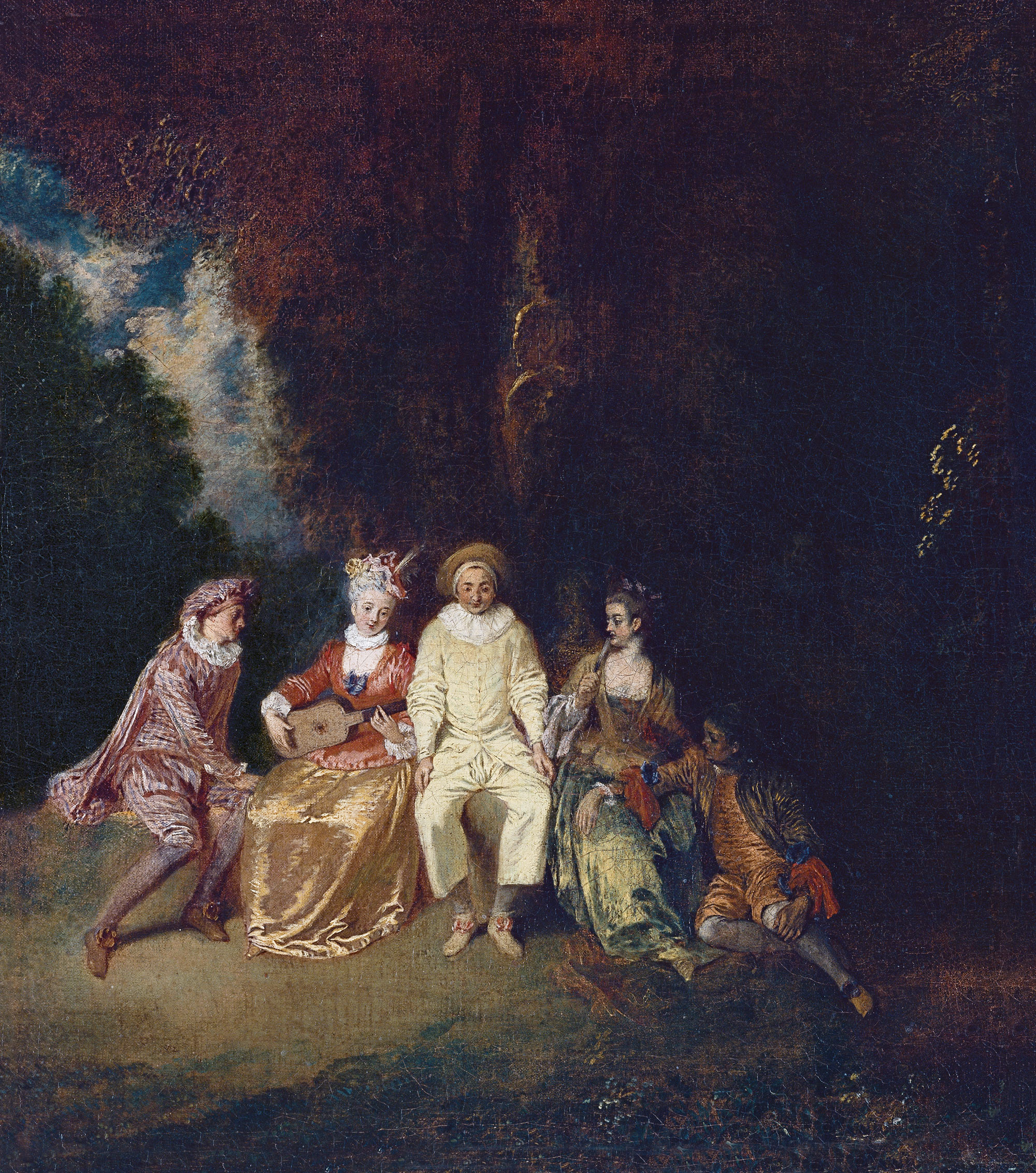
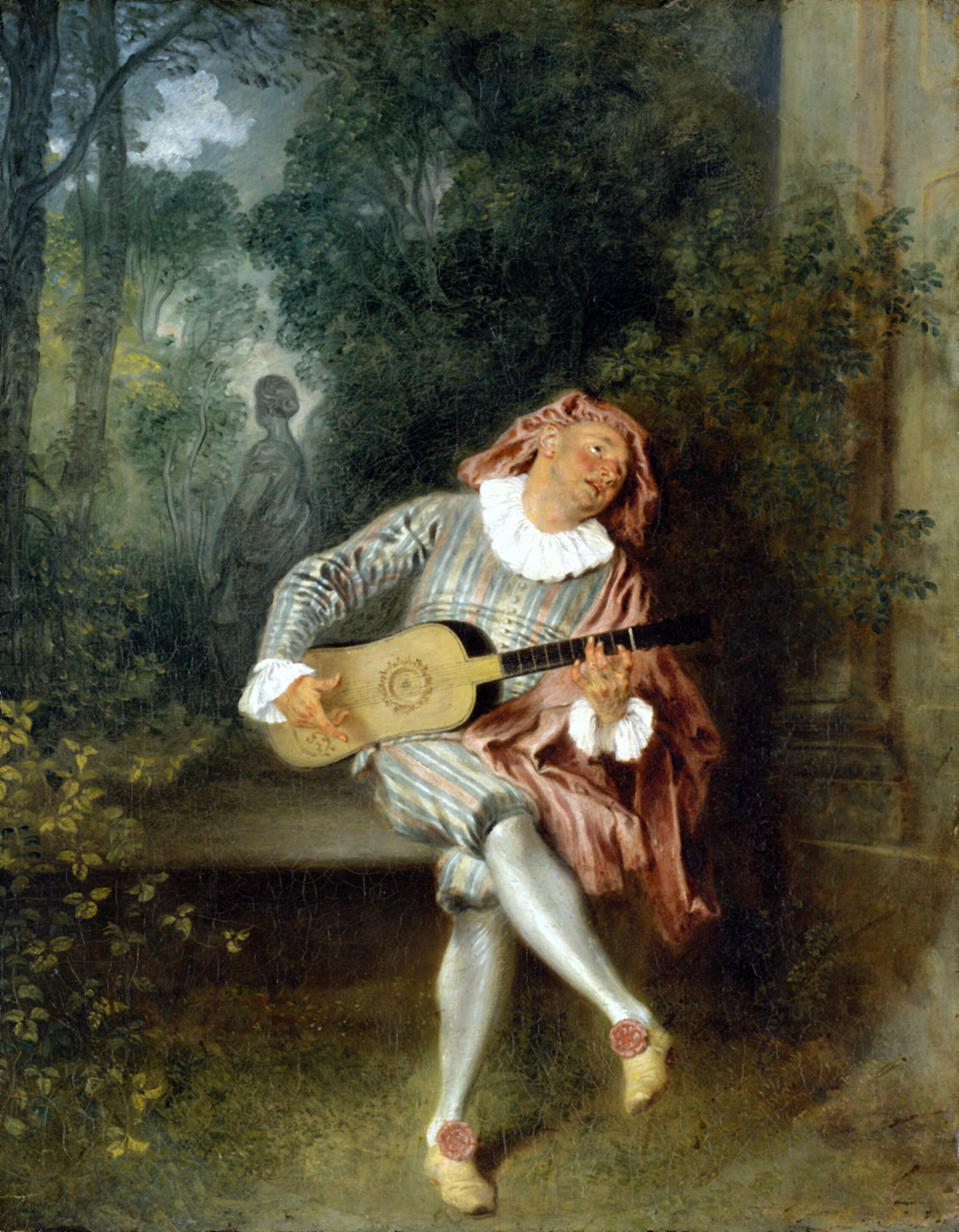
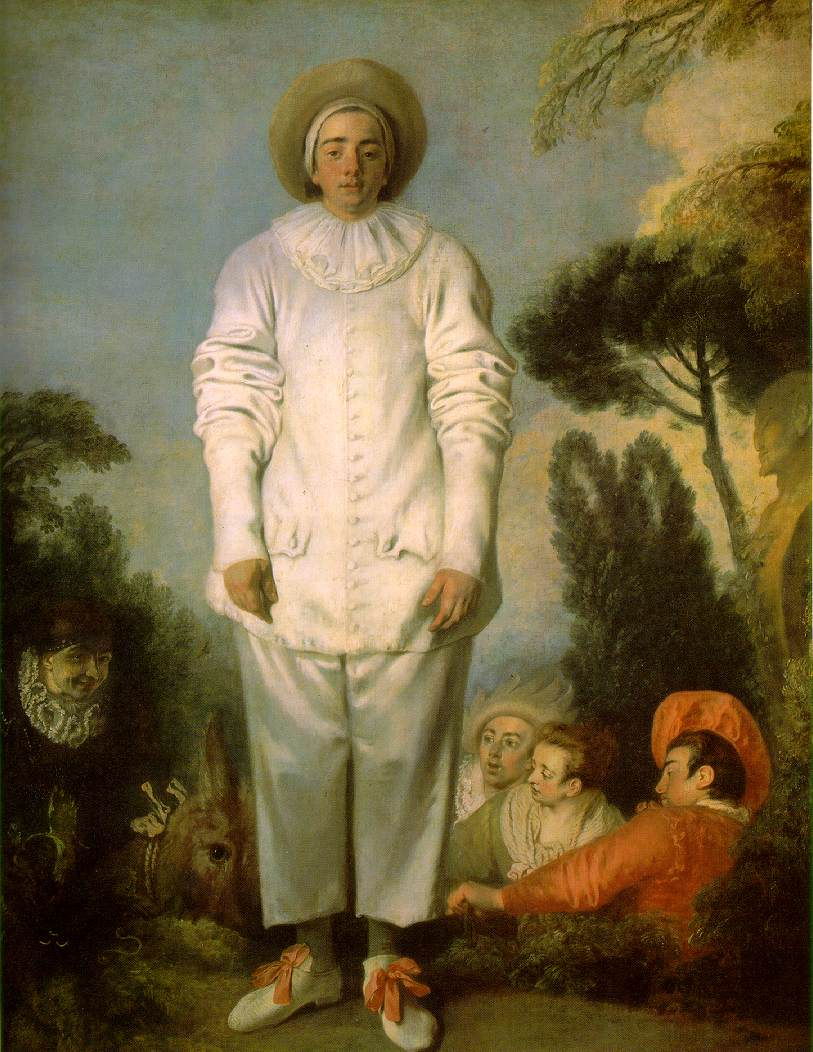
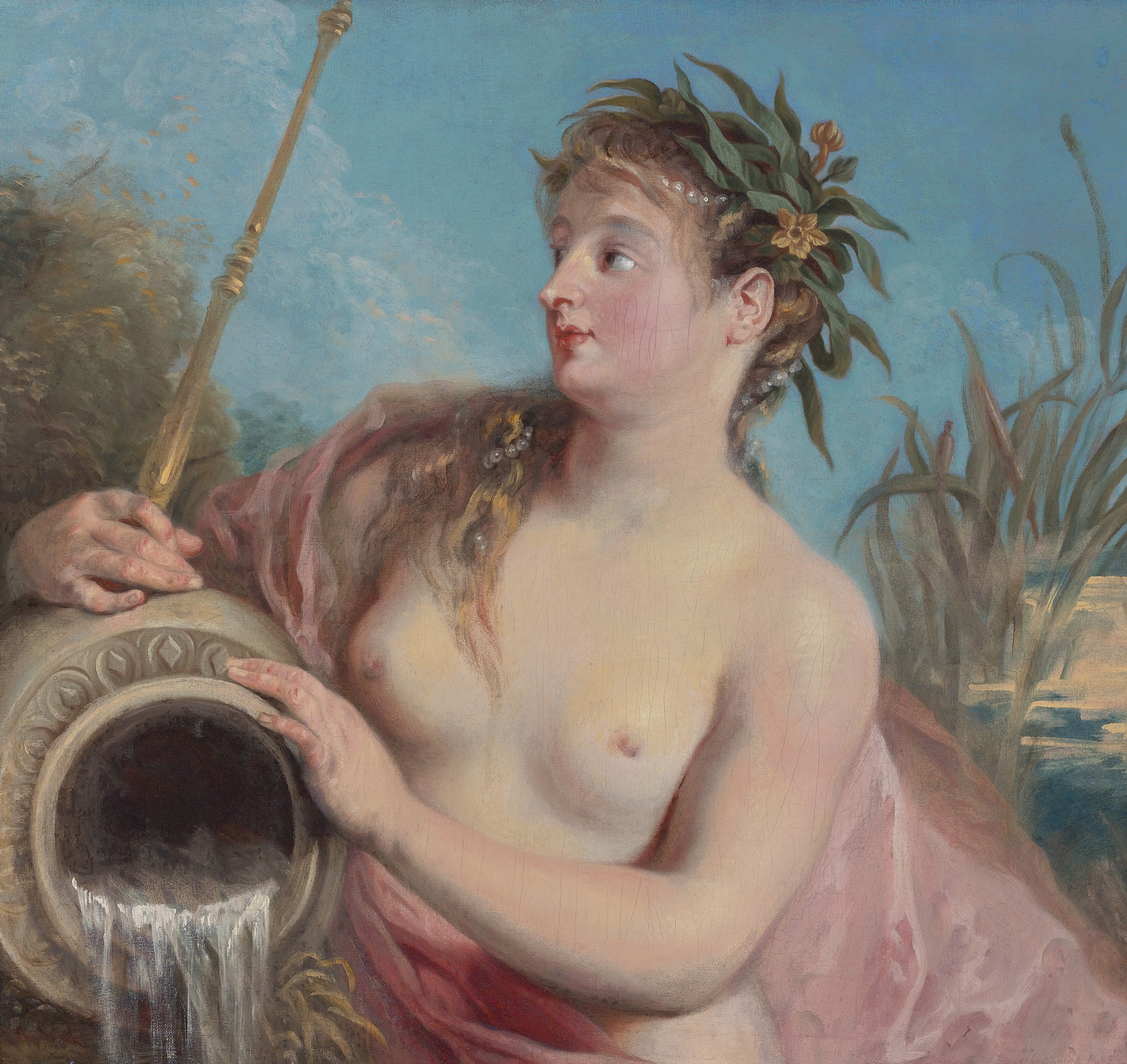
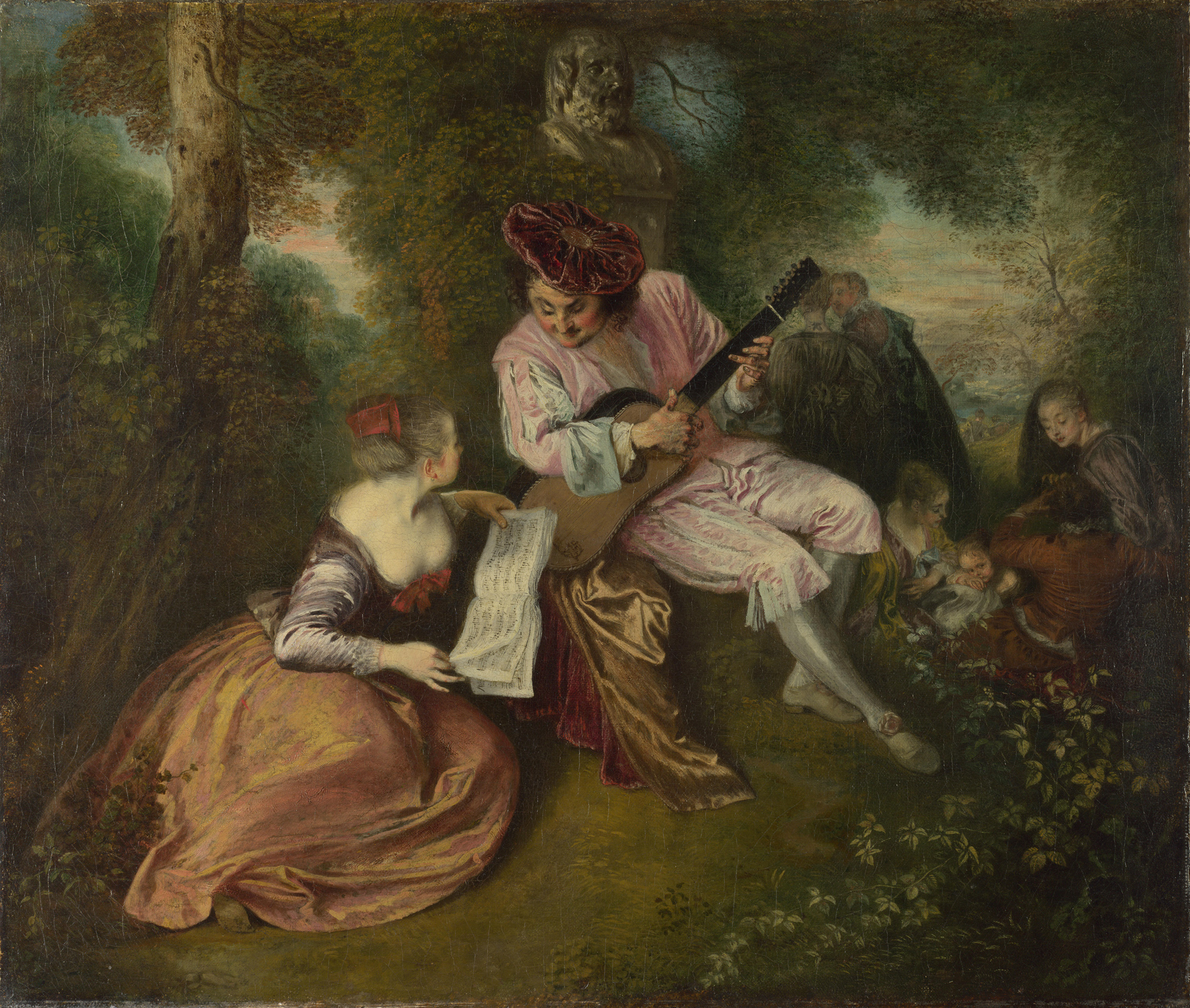
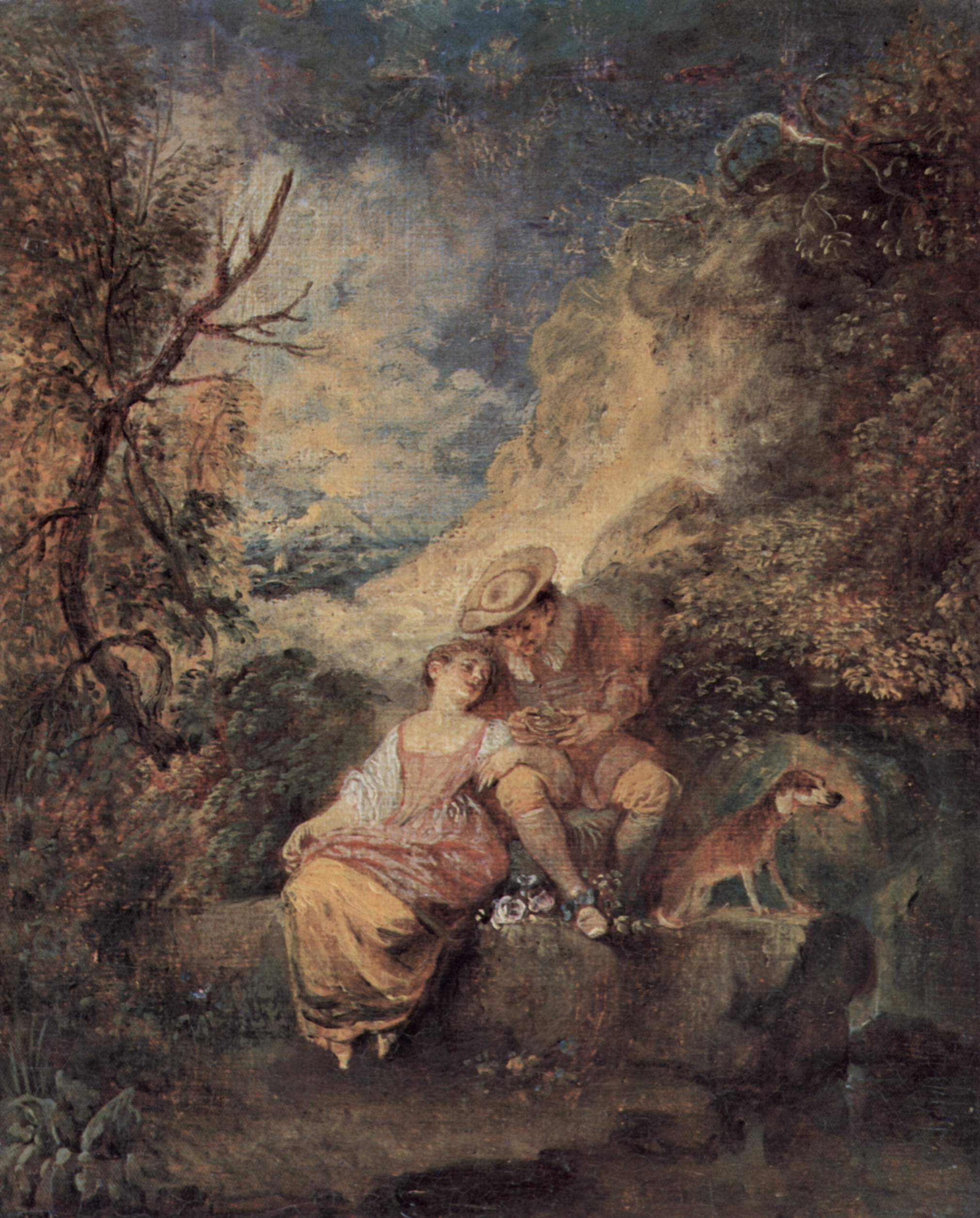
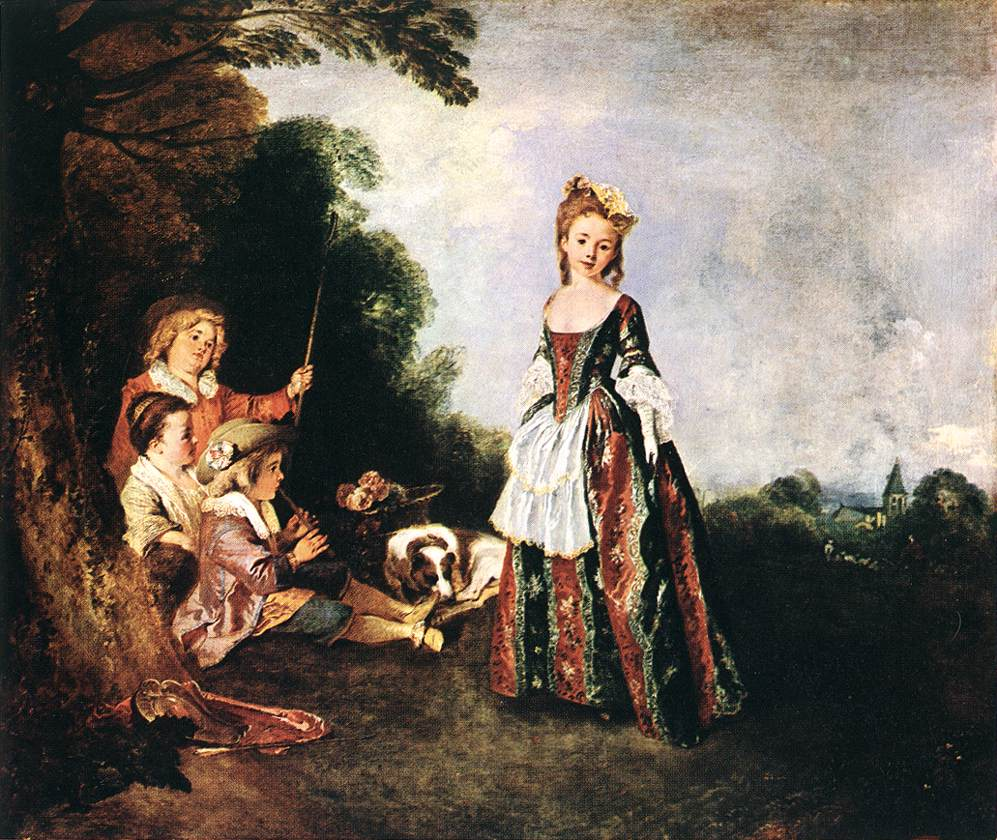
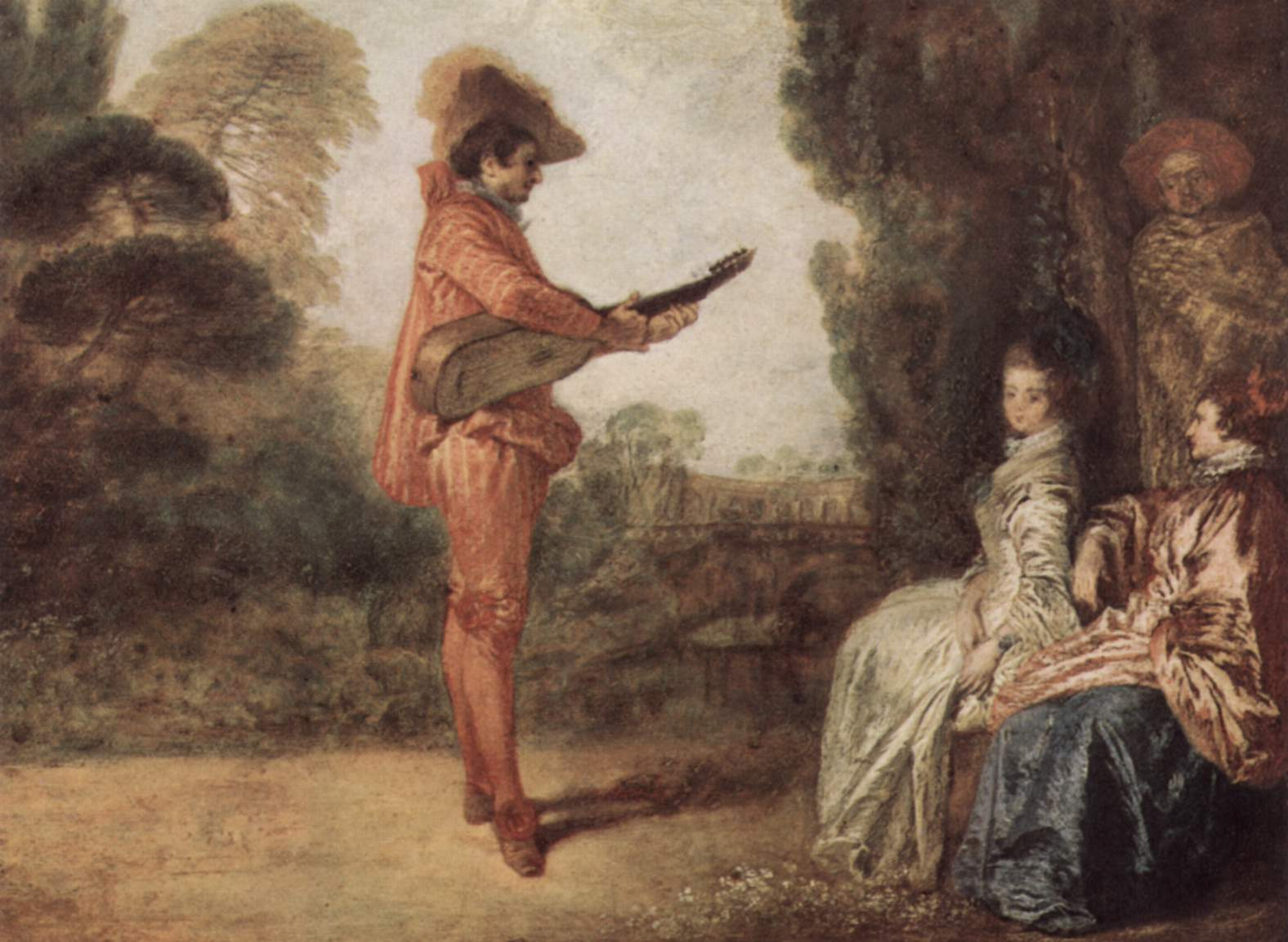
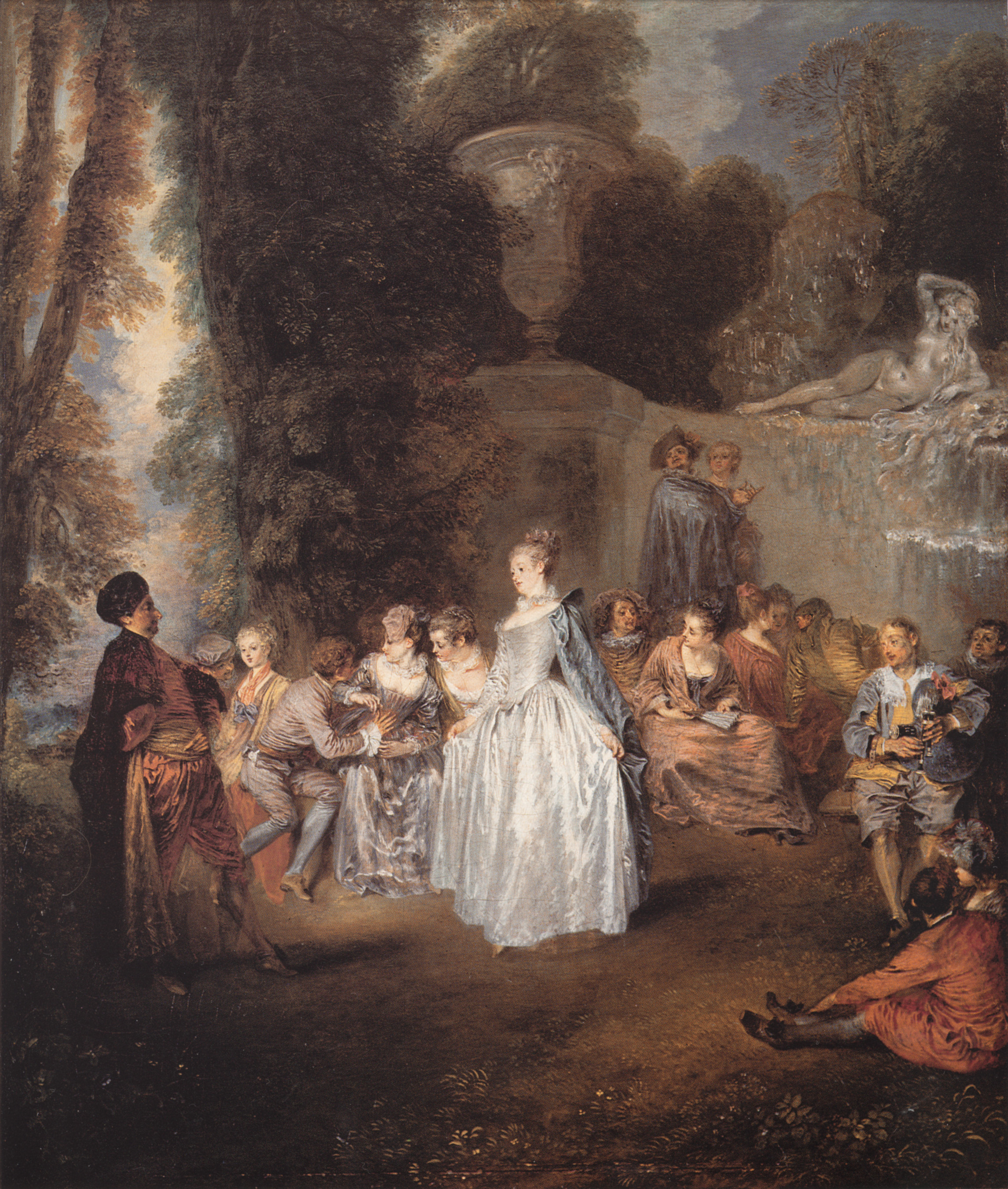
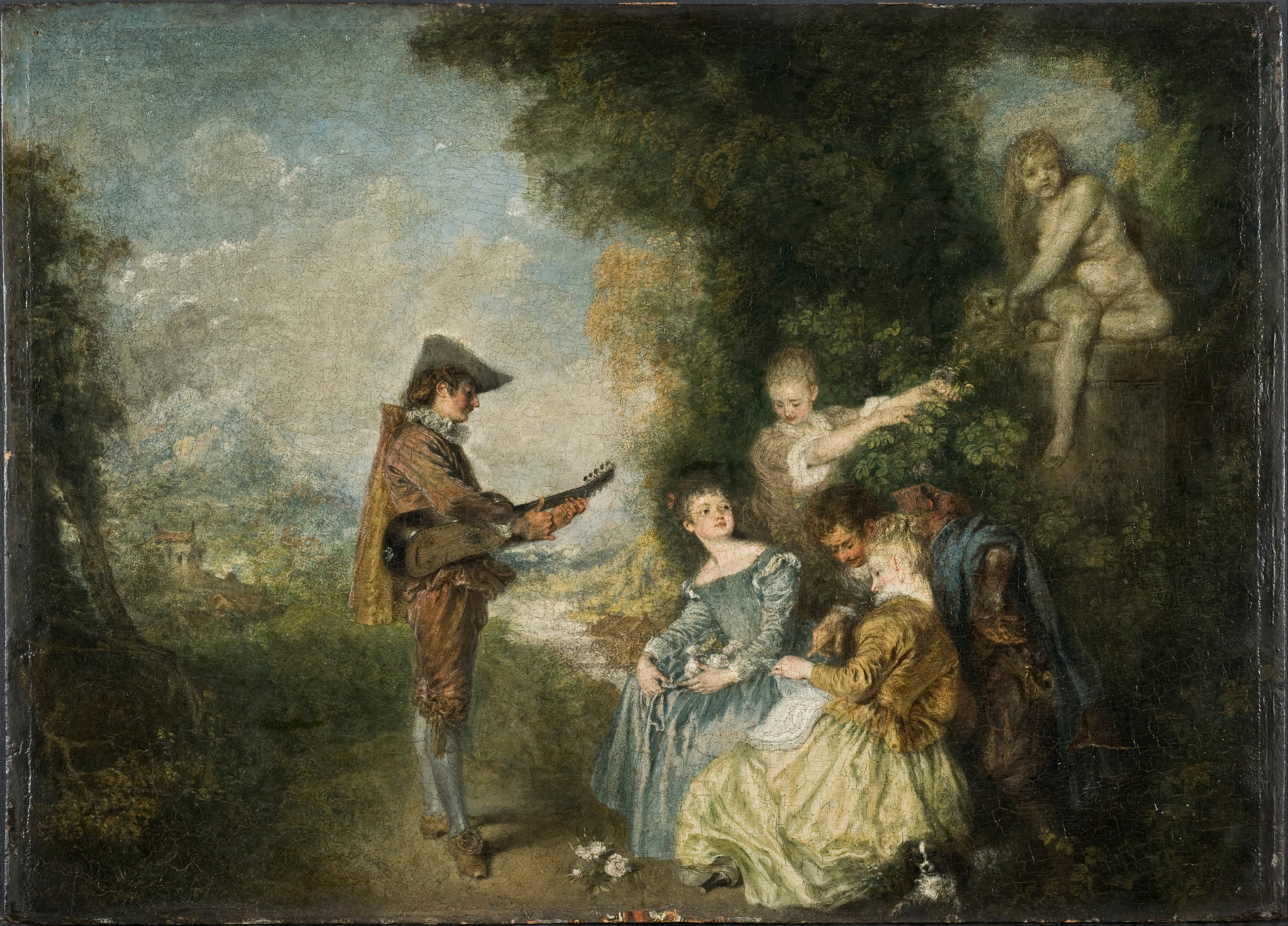
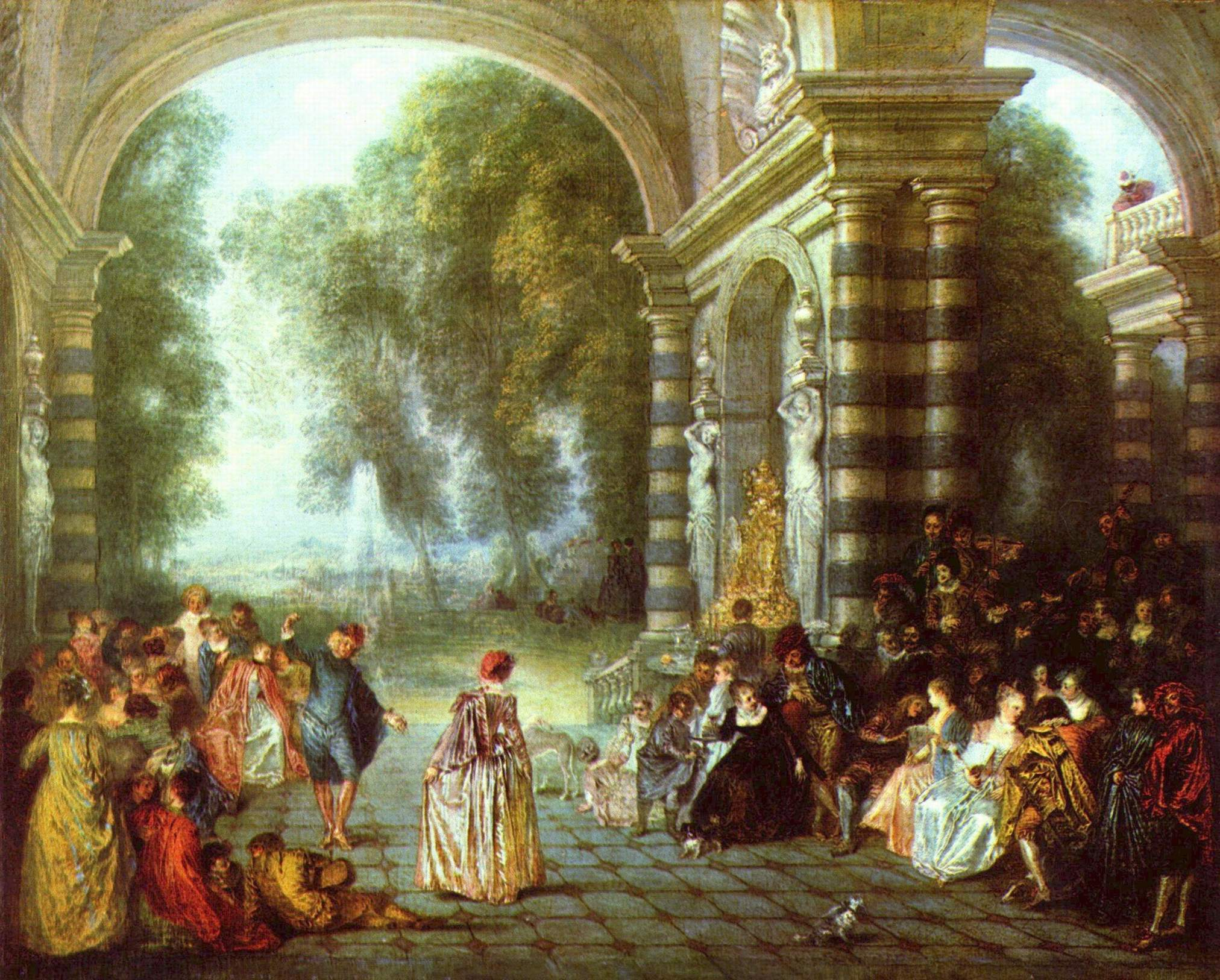
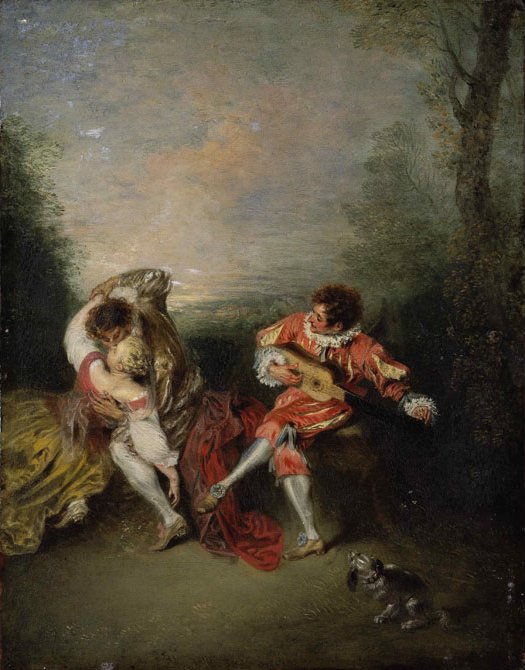
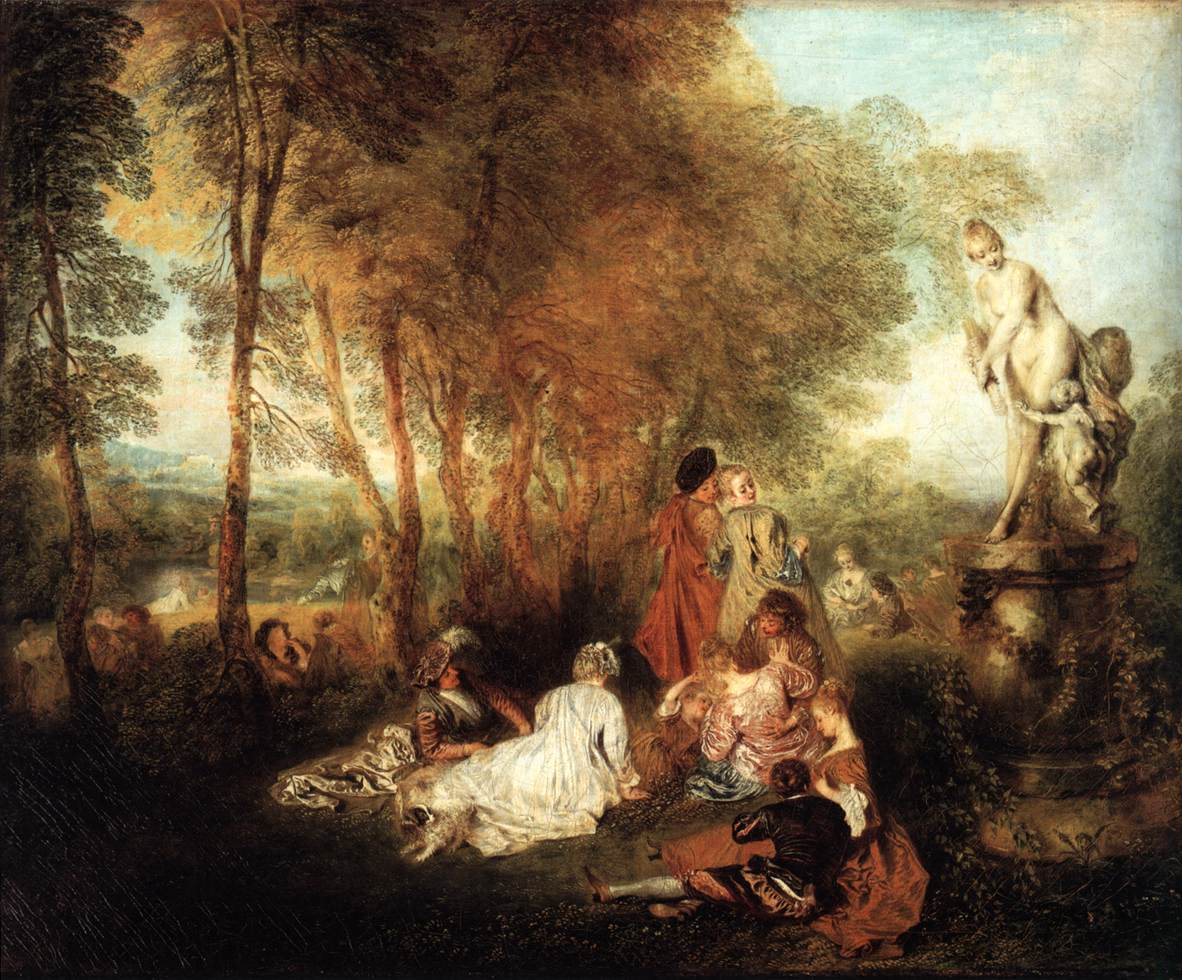
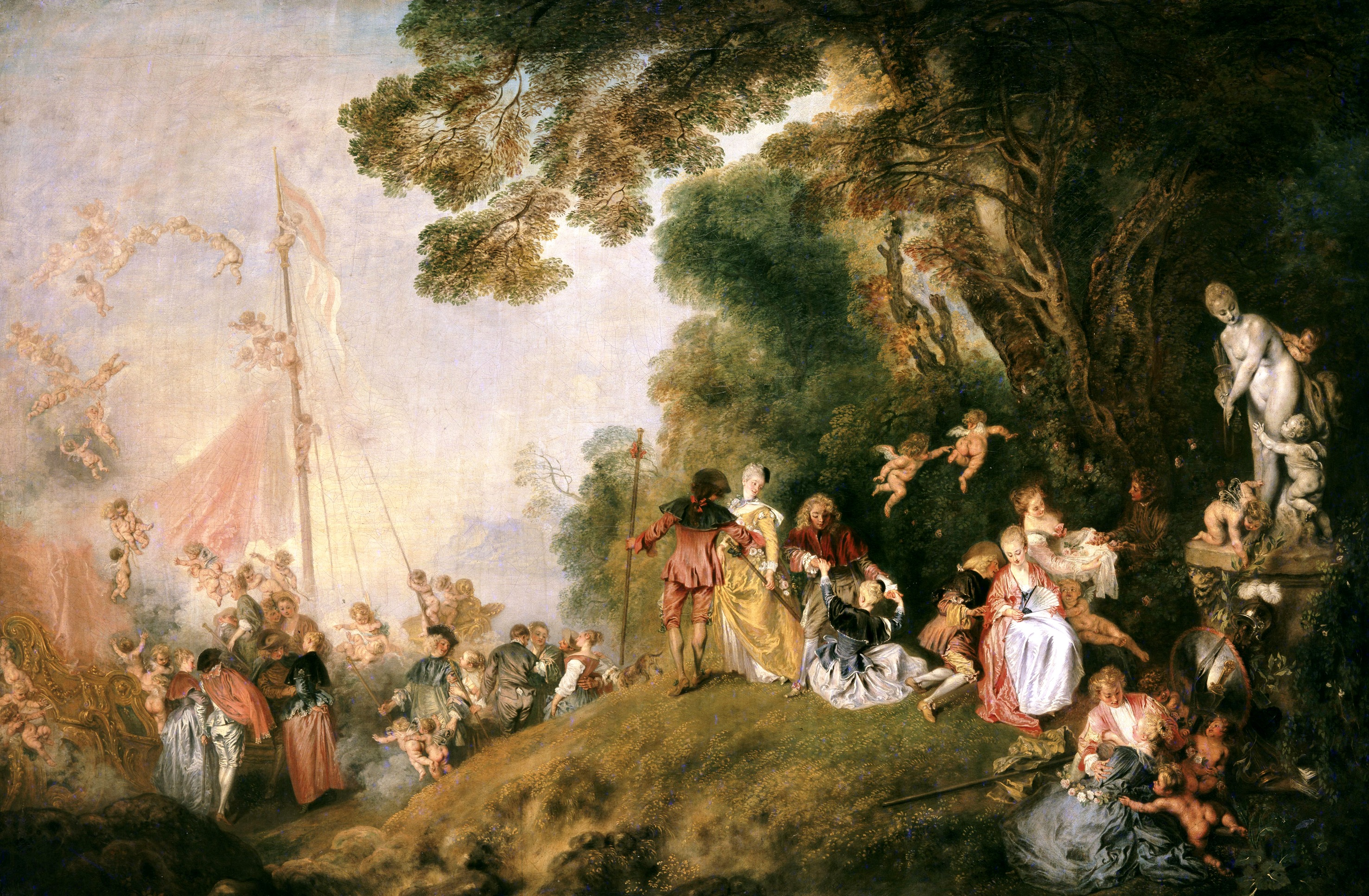
کشتی‌نشستن به مقصد کیثیرا، برلین
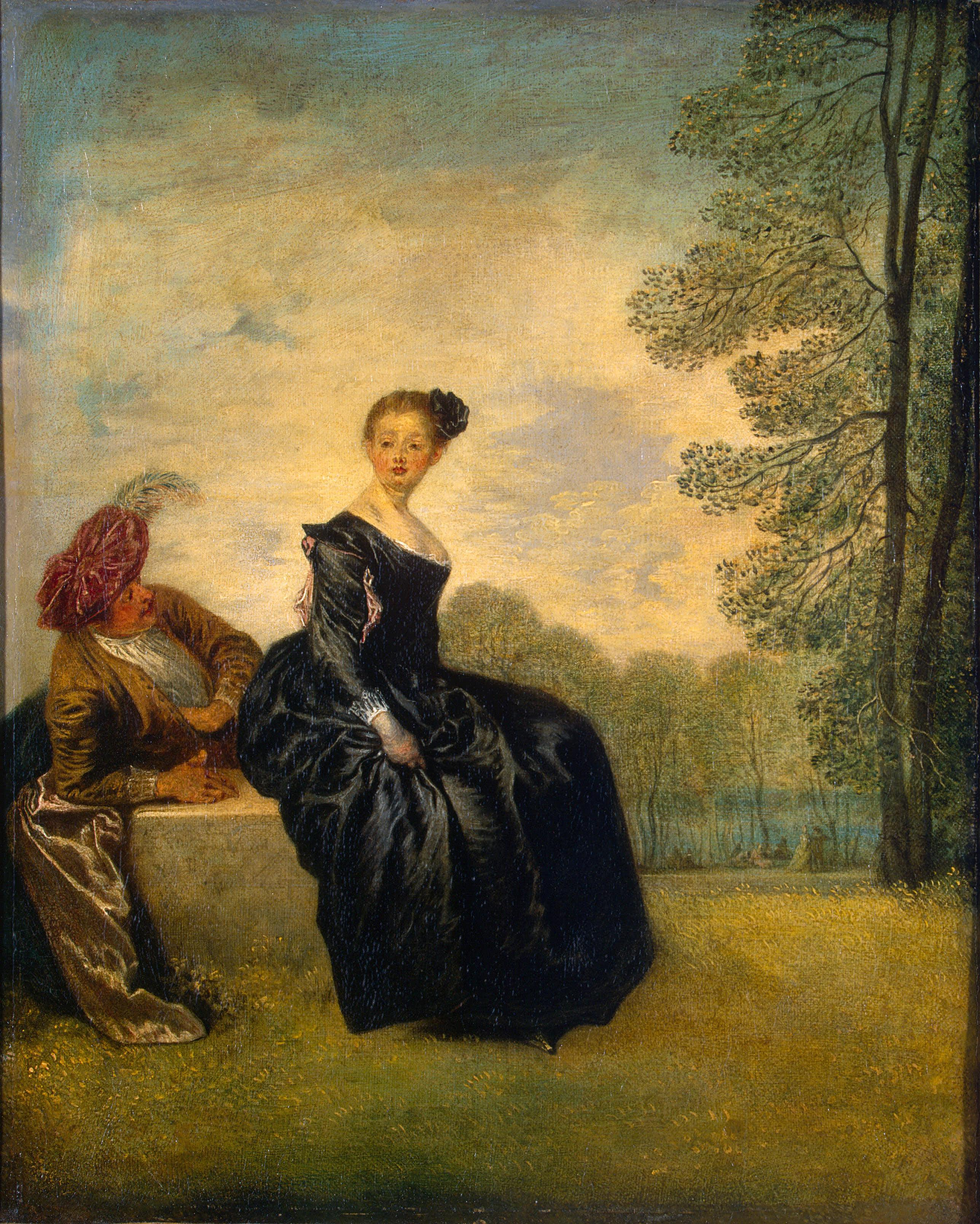